# Jardin national d'Athènes
Le jardin national d'Athènes (en grec moderne : Εθνικός Κήπος), également appelé le jardin Amalia, auparavant connu sous le nom de jardin royal d'Athènes, est un parc public de 15,4 ha situé au cœur de la capitale grecque.
Situé juste derrière l'ancien palais royal d'Athènes (devenu le siège du Parlement hellénique lors de l'instauration de la République) et à quelques pas du palais présidentiel (siège de la présidence de la République) et de la Villa Máximos (résidence et bureau du Premier ministre), le jardin s'étend jusqu'au sud de la ville, dans la zone où sont situés le Zappeion et le stade olympique de Kalimarmaro. 
Il est desservi par la station Sýntagma du métro d'Athènes.

## Histoire
Conçu entre 1838 et 1840 à l'instigation de la reine Amalia d'Oldenbourg, épouse du roi Othon Ier de Grèce, le jardin est créé par le botaniste prussien Carl Friedrich Schmidt.15 000 variétés animales et végétales sont alors importées, notamment de Milan mais beaucoup disparaissent dans les mois qui suivent à cause de la sécheresse.
En conséquence en 1840 une replantation est confiée à un paysagiste français méconnu, Louis Pierre Bareaud (1803 - 1888), qui pour cela fut décoré de l'Ordre royal du Sauveur et dont une des allées du jardin porte le nom; en vingt ans il y aménagera un jardin de style anglais et fait planter « 15 000 espèces provenant de Gênes et de l'île grecque d'Eubée » ; à la suite de son voyage dans ce pays en 1854, Edmond About y fera référence dans son livre La Grèce contemporaine.
D'autres botanistes et architectes, comme Charles Nicolas Fraas, Theódoros Orfanídis (en), Karl Friedrich von Gärtner, Florimond Boulanger et Eduard Riedel, participèrent au projet. Le botaniste saxon Theodor von Heldreich fut le conservateur du jardin au milieu du XIXe siècle.
Avec l'instauration de la République en 1974, le jardin royal devient jardin national. Désormais ouvert entièrement au public, il abrite un petit zoo, un musée botanique, une bibliothèque pour enfants et diverses installations.